# Sandy Skoglund
Pour les articles homonymes, voir Skoglund.
Sandra Louise Skoglund, connue sous le nom d'artiste Sandy Skoglund (née en 1946 à Weymouth au Massachusetts) est une photographe plasticienne américaine, produisant par des mises en scènes des images au caractère surréaliste et  hallucinatoire, fleurant le fantastique.

## Biographie
Née en 1946 à Quincy dans le Massachusetts, Sandy Skoglund a étudié à la fois l'histoire de l'art et l'art en studio au Smith Collège à Northampton. Ensuite, elle est allée faire ses études supérieures à l'université de l'Iowa en 1969 où elle a obtenu son diplôme.
Elle s'est installé comme artiste conceptuelle en 1972. En 1974, elle présente une œuvre inspirée des travaux de Bernd et Hilla Becher , présentant une série de maisons apparemment identiques mais se différentiant par des détails. Ses photos sont surréalistes. La plupart du temps, dans ses créations, elle introduit des éléments de couleurs vives dans un décor ou une scène du quotidien, ce qui crée un contraste très marqué. Elle aime aussi créer une mise en scène sortant du quotidien où l'action des personnages rend la photographie surréaliste et vivante. Chaque image est issue d'une installaton qui lui a demandée souvent plusieurs mois de travail. Elle joue avec le fantastique, la fantaisie mais aussi l'humour et la parodie, et crée chez ses spectateurs un sentiment d'étrangeté, voire d'angoisse,.
Elle a enseigné également. Elle a été notamment  professeur d'arts à l'université de Hartford de 1973 à 1976, puis à partir de 1976 professeur de photographie à l'université Rutgers (New Jersey).

## Quelques œuvres
- Radioactive cats -1980-[2],[3]

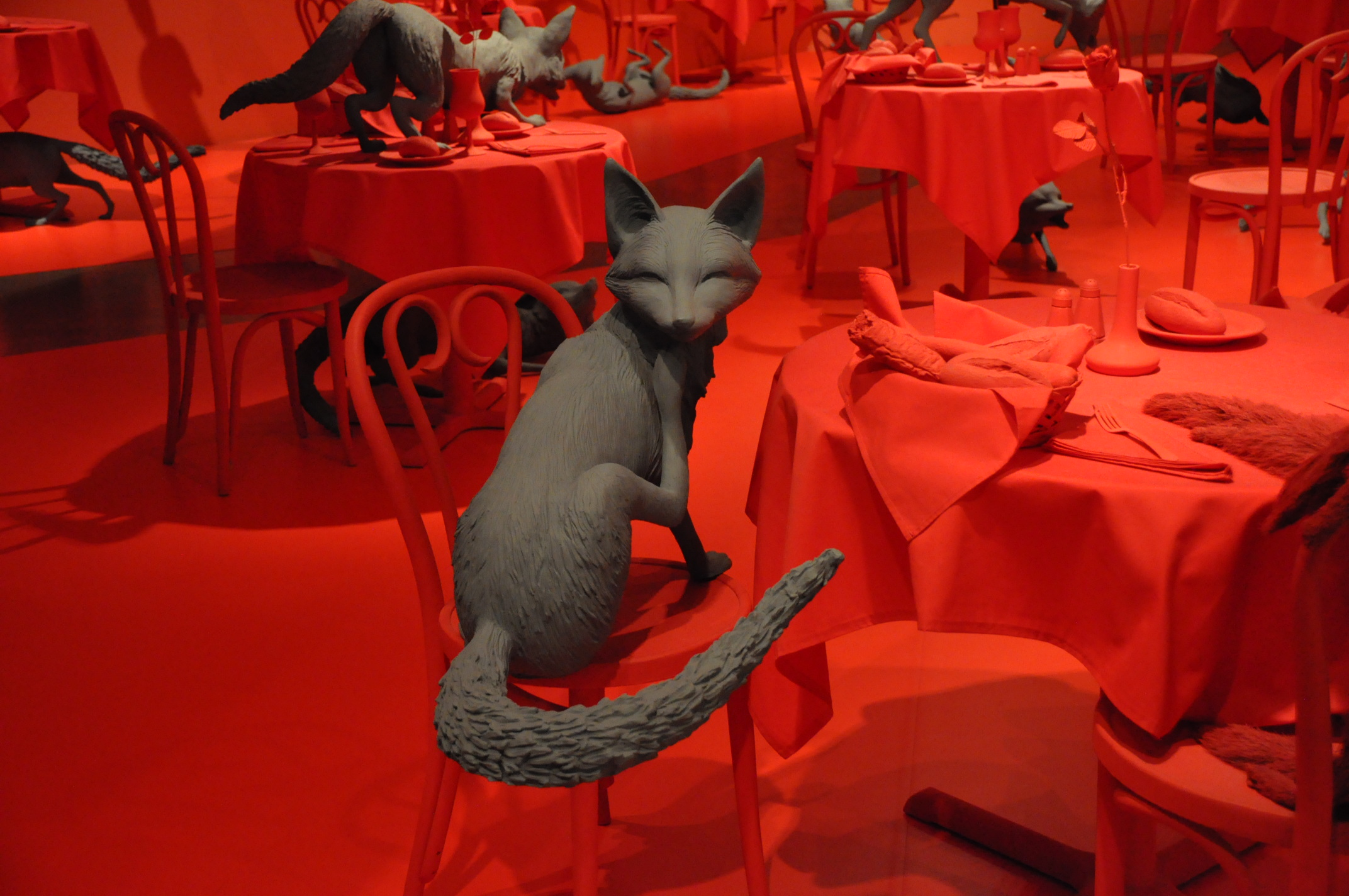
Foxes Games (1989) au musée d'art de Denver.

Cette photo mesure 90,7 x 108,7cm est faite au cibachrome, elle appartient au centre Pompidou. Une vingtaine de chats verts sont présents dans une petite salle. Deux humains, un homme et une femme se trouvent aussi dans cette salle, l'homme est à table et la femme cherche quelque chose dans un réfrigérateur. Les chats vert lime peuvent rappeler la radioactivité, ainsi que le nom de l'œuvre. Ils détonnent comparés à la salle qui est grise. Les chats semblent découvrir la pièce.
- Revenge of the Golfdish -1981-[1],[4]

La photographie est réalisée par cibachrome et mesure 63 x 83cm ; elle appartient au FRAC de Lorraine. Un homme est assis, éveillé, sur le bord d'un lit. Une femme dort dans ce lit. La couleur de la salle bleu-vert rappelle un aquarium ; les poissons présents dans l'air et au sol renforcent cette idée. Ces poissons, de couleur rouge-orange, sont en terre cuite. Ils ont été faits par Sandy Skoglung. Dans cette œuvre, l'artiste tire parti de la crédibilité de la photographie pour convaincre le spectateur.
- Foxes Games -1989-[1],[5]

Cette œuvre est une photo faite au cibachrome. Elle mesure 119,3 x 162,3cm ; elle appartient au centre Pompidou. Des renards de couleur rouge vif sont éparpillés parmi les tables et chaises dans un restaurant entièrement gris. Un lustre est suspendu au plafond, sur certaines tables du restaurant, nous pouvons voir un panier de pain. Au fond de la pièce, se trouvent trois personnages agissant de manière totalement normale alors que les renards sont en train de courir dans le restaurant. Les renards sont très colorés contrairement au reste de la photographie qui est majoritairement grise.
Une réplique inversée, de même nom, existe au musée d'art de Denver. Les renards sont tous gris sauf un et le restaurant est entièrement rouge vif. La scène est reconstituée physiquement : les tables, chaises et accessoires sont grandeur nature, les renards sont des sculptures en résine.